# Amélie Diéterle
Amélie Diéterle (n. 20 februarie 1871, Strasbourg, Imperiul German – d. 20 ianuarie 1941, Cannes, Alpes-Maritimes, Franța) a fost o actriță și cântăreață de operă franceză. Amélie Diéterle a fost una dintre cele mai populare și iubite actrițe ale perioadei Belle Époque până la începutul perioadei, cunoscută în Franța ca Années Folles - Anii nebuni, perioada anilor 1920. Amélie Diéterle a fost muză inspiratoare pentru poeții Léon Dierx și Stéphane Mallarmé, respectiv pentru pictorii Auguste Renoir, Henri de Toulouse-Lautrec și Alfred Philippe Roll.

## Biografie
Amélie Diéterle s-a născut în Strasbourg, la 20 februarie 1871. Amélie a fost fiica unei servitoare de casă din München și a unui ofițer francez, Captain Louis Laurent, care fusese mutat în 1870 la o garnizoană din apropierea orașului.
După ce a câștigat premiul I pentru cântec și solfegiu la Conservatorul din Dijon, Diéterle s-a prezentat pentru un concurs la Paris, în 1889, unde a fost aleasă dintre 40 de concurenți pentru a participa la Concerts Colonne. Apoi, a fost eleva lui Alice Ducasse, care fusese cântăreață la Opéra-Comique. A fost văzută și audiată, în 1891, de către dirijorul de la Théâtre des Variétés și apoi prezentată regizorului Eugène Bertrand, care a angajat-o. Acest start foarte promițător a devenit începutul unei carieră de aproape 35 de ani în trupa cunoscutului și apreciatului Teatru de varietăți (franceză Théâtre des Variétés). Foarte repede, consolidându-și poziția de vârf, Amélie Diéterle a devenit actriță permanentă a Teatrului de varietăți, cu cameră și bunuri proprii.

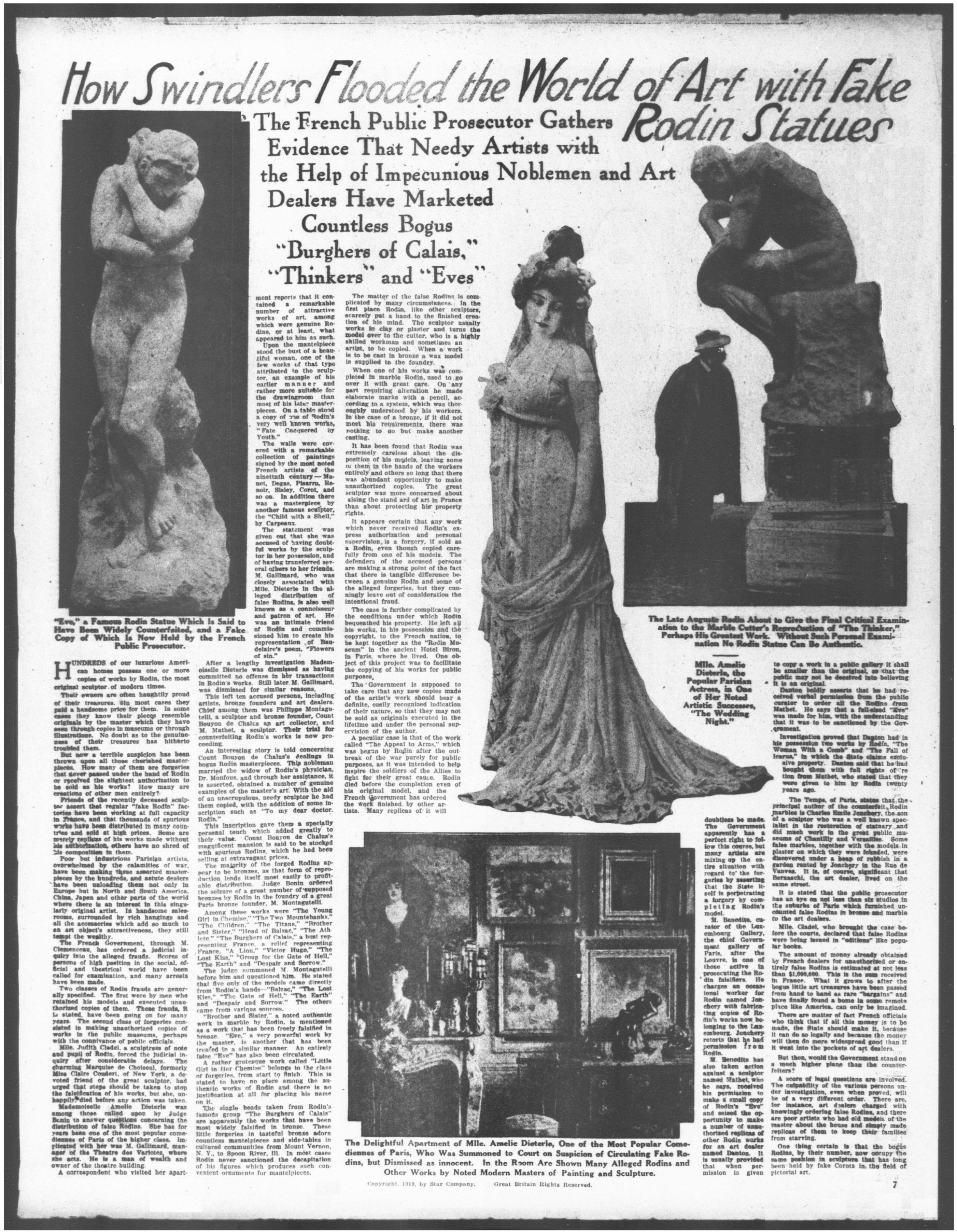
Newspaper Washington Times of Sunday, 6 July 1919. The affair of the fake statues in the United States.

## Model și muză
Vocea sa de tip flutée precum și nasul său elegant au făcut-o foarte populară și appreciată. Amélie a devenit „protejata” colecționarului de artă Paul Gallimard, care era totodată și proprietarul Teatrului de varietăți. În această perioadă a devenit o „muză” inspiratoare pentru poeții Léon Dierx și Stéphane Mallarmé.
Auguste Renoir i-a făcut trei portrete, o litografie în gri pe hârtie țesută, în 1899, expusă la Institutul de Artă al Muzeului din Chicago și un pastel în 1903, expus la Muzeul de Arte Frumoase din Boston.
Cele două picturi o înfățișează pe Amélie Diéterle purtând o pălărie albă. Cel de-al treilea portret, realizat în jurul anului 1910, este un pastel, aflat în prezent la Muzeul Antoine-Lécuyer (franceză Musée Antoine-Lécuyer) din Saint-Quentin.
Una dintre cele trei lucrări a fost împrumutată în 1922 de Gaston Bernheim (1870–1953) expoziției Cent ans de peinture française (1821-1921) d’Ingres au cubisme – O sută de ani de pictură franceză (1821 - 1921), de la Ingres la cubism, care a fost organizată pentru profitul Muzeului din Strasbourg (franceză Musée de Strasbourg) (orașul natal al artistei), la sediul parizian al Antiquarian Room (reprodus în articolul lui Léandre Vaillat în L'Illustration n° 4136 din 1er aprilie 1922).
Celebrul Henri de Toulouse-Lautrec a adăugat-o, în 1896, ca „personaj” într-una din cele mai faimoase picturi ale sale, Marcelle Lender dansând bolero în Chilperic.
Pictorul Alfred Philippe Roll a realizat o pictură a artistei în iunie 1913, în care o înfățișează pe jumătate dezbrăcată, șezând pe un scaun de grădină. Această pictură fusese donată de doamna Henriette Roll, cândva după decesul soțului său, Muzeului de Arte Frumoase a orașului Paris, fiind apoi expusă în locația cunoscută ca Petit Palais.

## Carieră

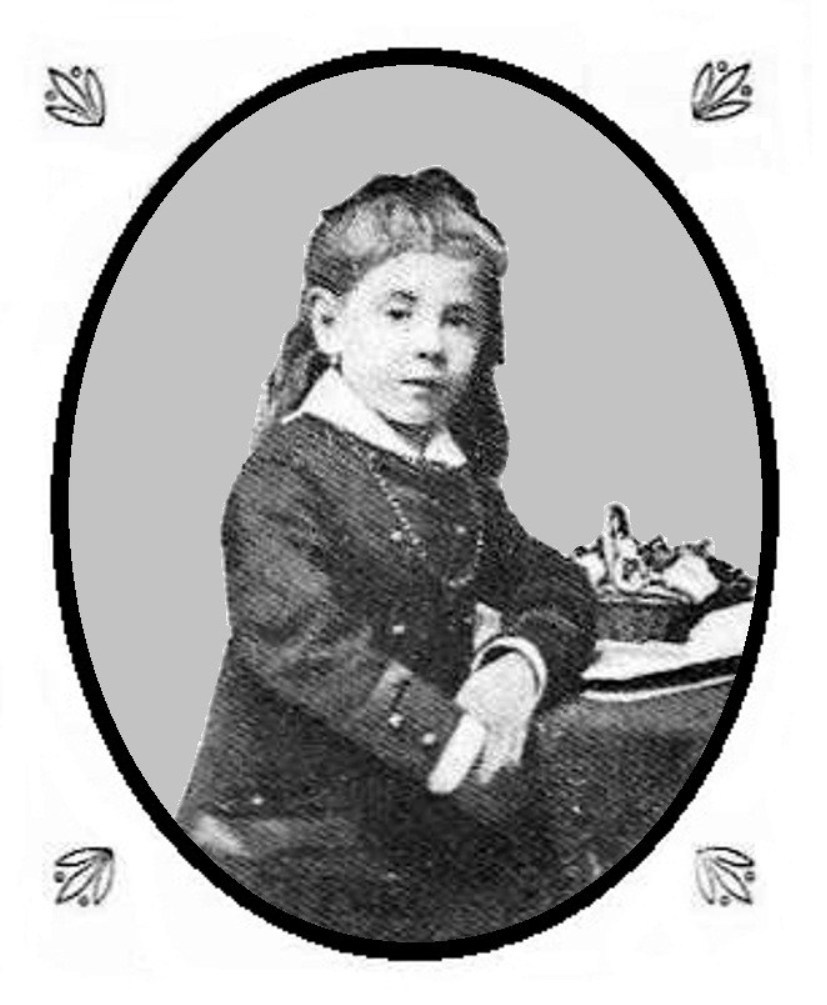
Fotografie a Améliei Diéterle, în jurul vârstei de șase ani, pe când familia locuia la Lunéville sau Saint-Germain-en-Laye, fotografie realizată în intervalul 1877 - 1878.

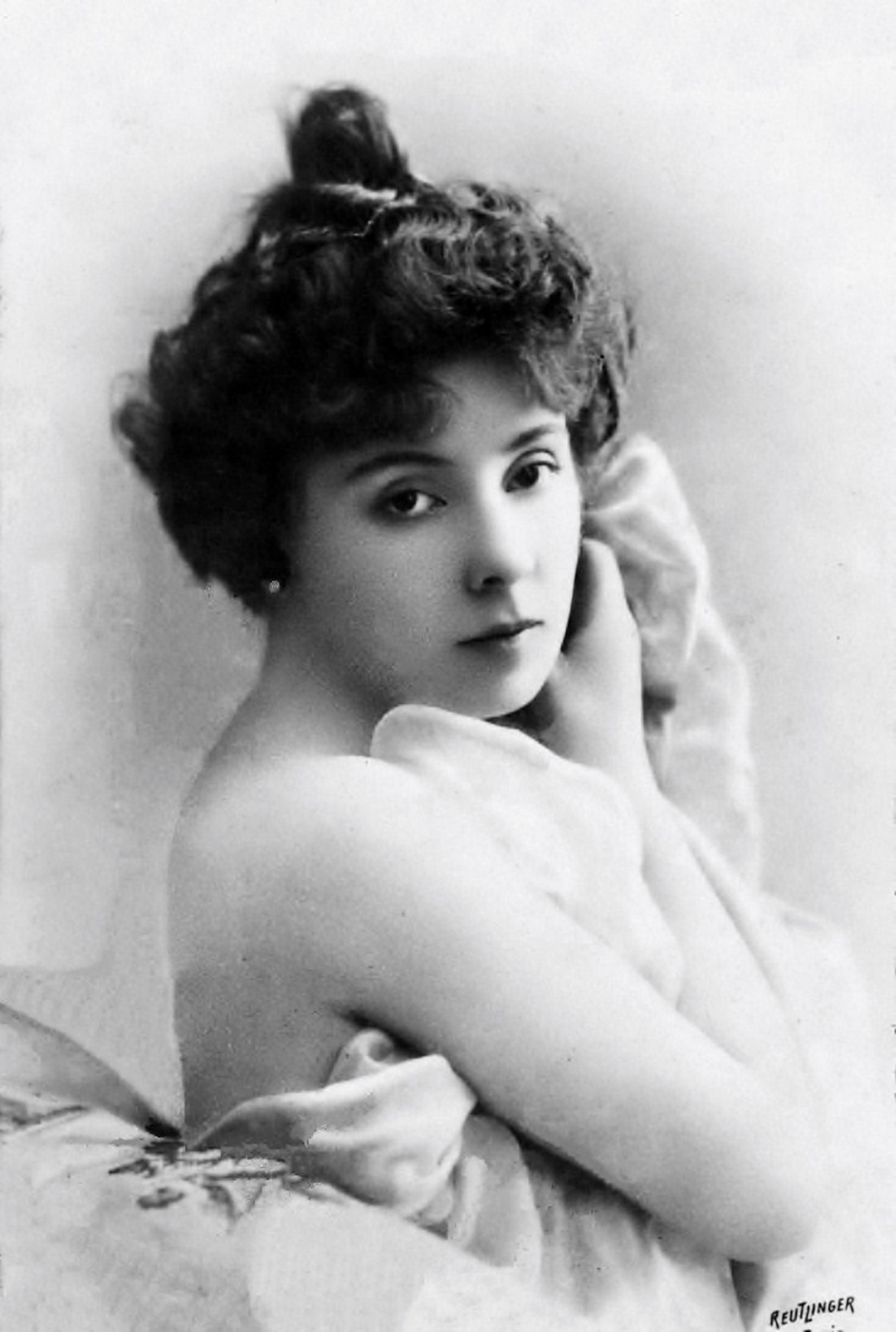
Fotograful Léopold-Émile Reutlinger își ia „rolul” în serios și modelează mitul actriței prin numeroase portrete. Amélie Diéterle devine astfel o prezență emblematică a perioadei Belle Époque.

Micuța Amélie și-a terminat studiile la Dijon, unde era staționat tatăl ei. Louis Laurent i-a dat fiicei sale o educație foarte atentă, atât de atent nuanțată încât viitoarea actriță a cultivat cu fervoare canoanele muzicale ale „artei severe” muzicale ale compozitorilor Gluck și Palestrina.  Dar răsturnările de soartă au forțat-o pe tânăra studentă, care studia muzica cultă, să se întoarcă la teatru și artele scenice. 
Amélie Diéterle a fost înscrisă la Conservatorul din Dijon, situat la acea vreme la adresa 40-42 rue Chabot-Charnynote 9, în clădirile fostului Collège des Godrans. Acel institut de muzică, situat în Collège des Godrans, fusese creat la 8 decembrie 1793 (19 Frimaire Anne II)..
Profesorul ei cel mai important a fost Charles Laurent, a cărui asemănare a numelui de familie nu i-ar fi scăpat lui Amélie. La 28 iulie 1890, a primit în unanimitate Premiul I pentru canto și teoria muzicii de la Théodore Dubois, compozitor și profesor la Conservatoire national supérieur de musique et de danse de Paris.
În acest sens, de pe poziția sa de artistă complexă, aflată la vârsta maturității, Amélie Diéterle vorbește despre motivația sa artistică și condițiile pentru obținerea examenului la Conservatorul din Dijon.
| “ | Spre încântarea mea, în fața ferestrelor mamei mele era un teatru, iar ideea de a fi actriță bântuia creierul meu de băiețel, într-o perioadă în care [fetele] visează, de obicei, doar păpuși. | ” |

După care, artista adaugă, referitor la acel examen, de la Dijon, 
| “ | De la Strasbourg, pericolele vieții m-au adus la Dijon. Eram încă un copil, dar cum aveam o [oarecare] formă de voce, m-am prezentat cu îndrăzneală la Conservatorul acelui oraș bun. Aș fi rămas acolo, dacă n-ar fi venit într-o zi fericită, domnul Theodore Dubois, „să mă pescuiască.” A fost momentul emoționant al competiției. În ciuda celor șaisprezece ani ai mei, eram atât de mică ... atât de mică, încât fusesem îmbrăcată într-o rochie scurtă, ca de fetiță. | ” |

## Galerie

Amélie Diéterle – Carieră ca model fotografic
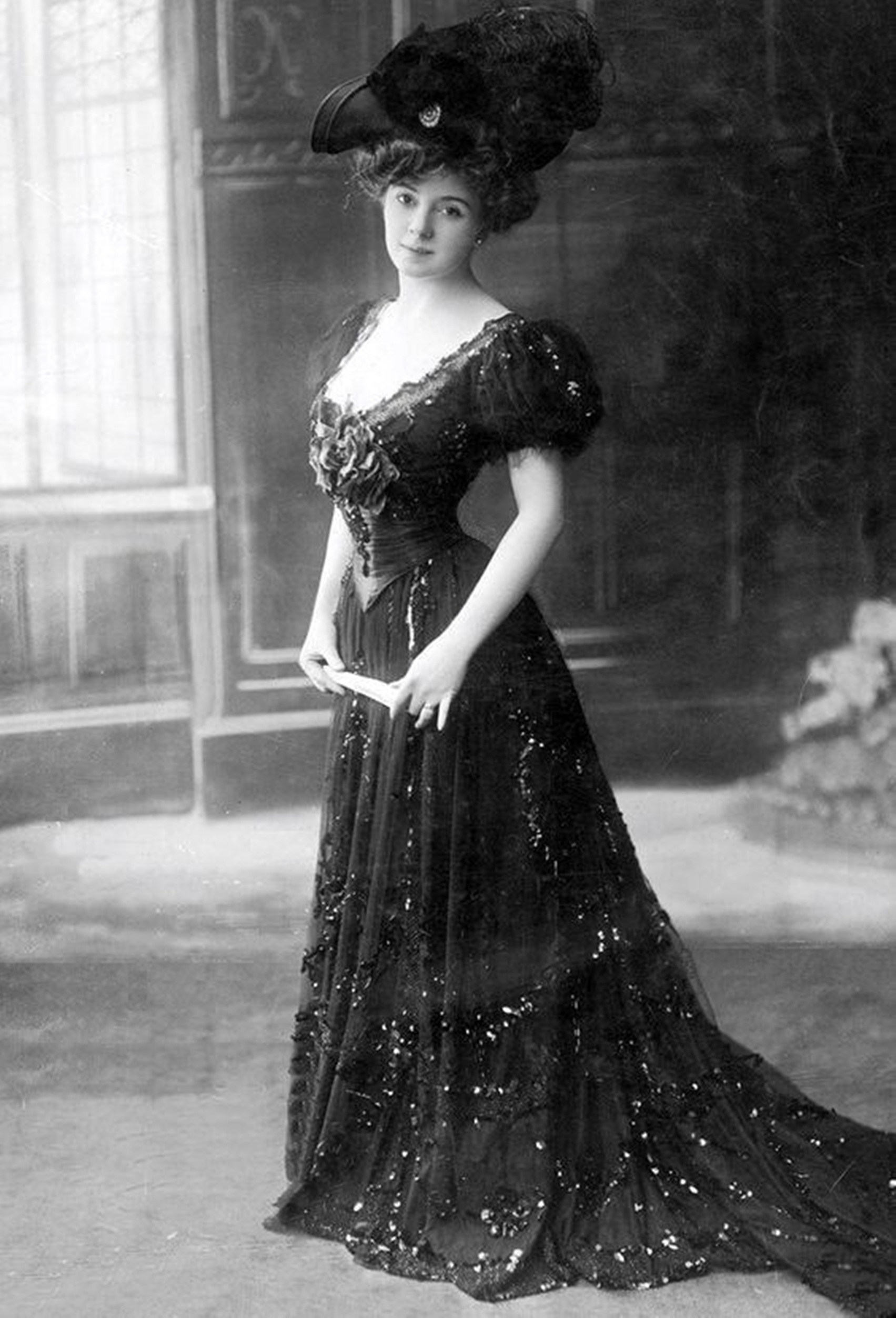
Amélie Diéterle, fotografie de Nadar, în jur de 1895
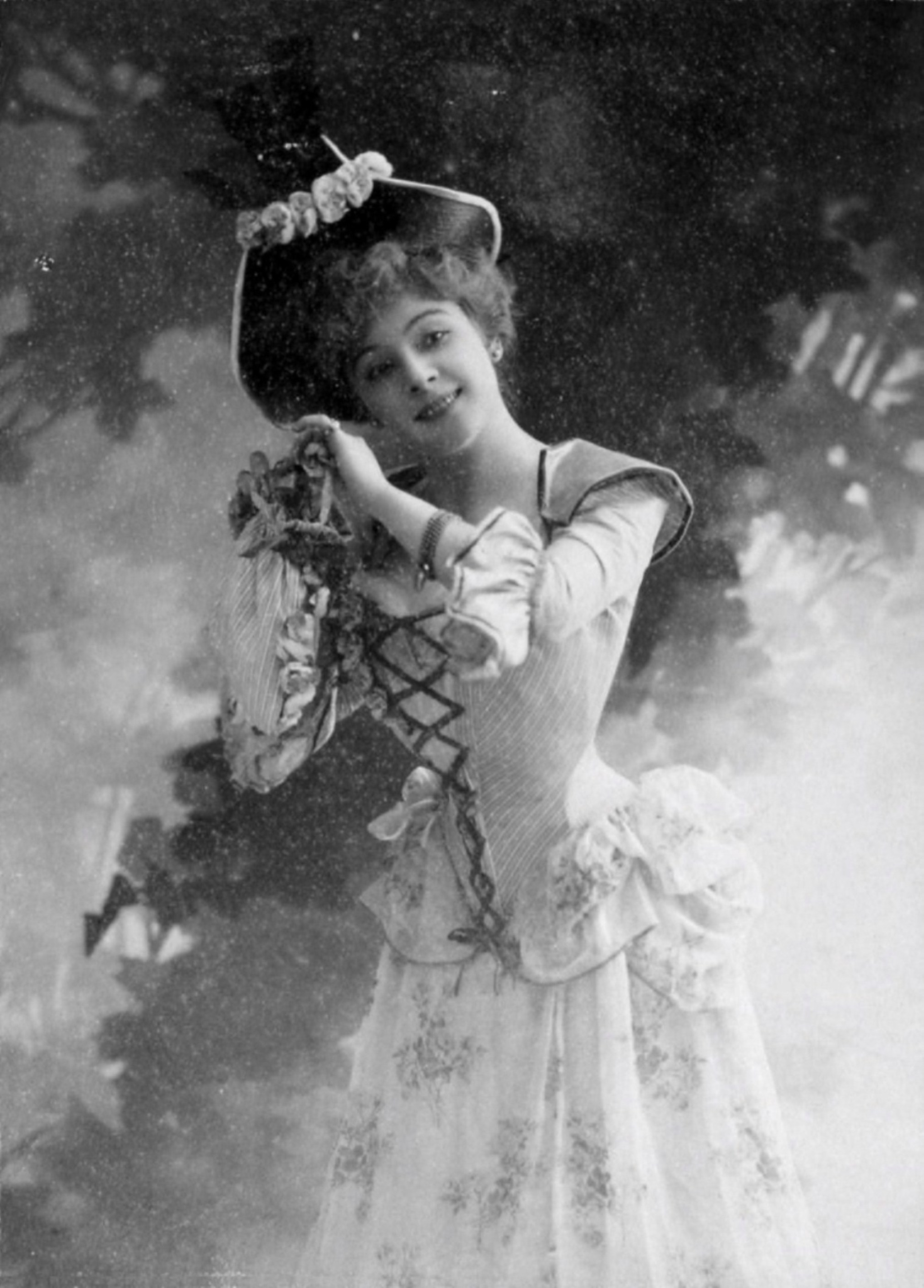
Amélie Diéterle, fotografie de Léopold-Émile Reutlinger, din 1895
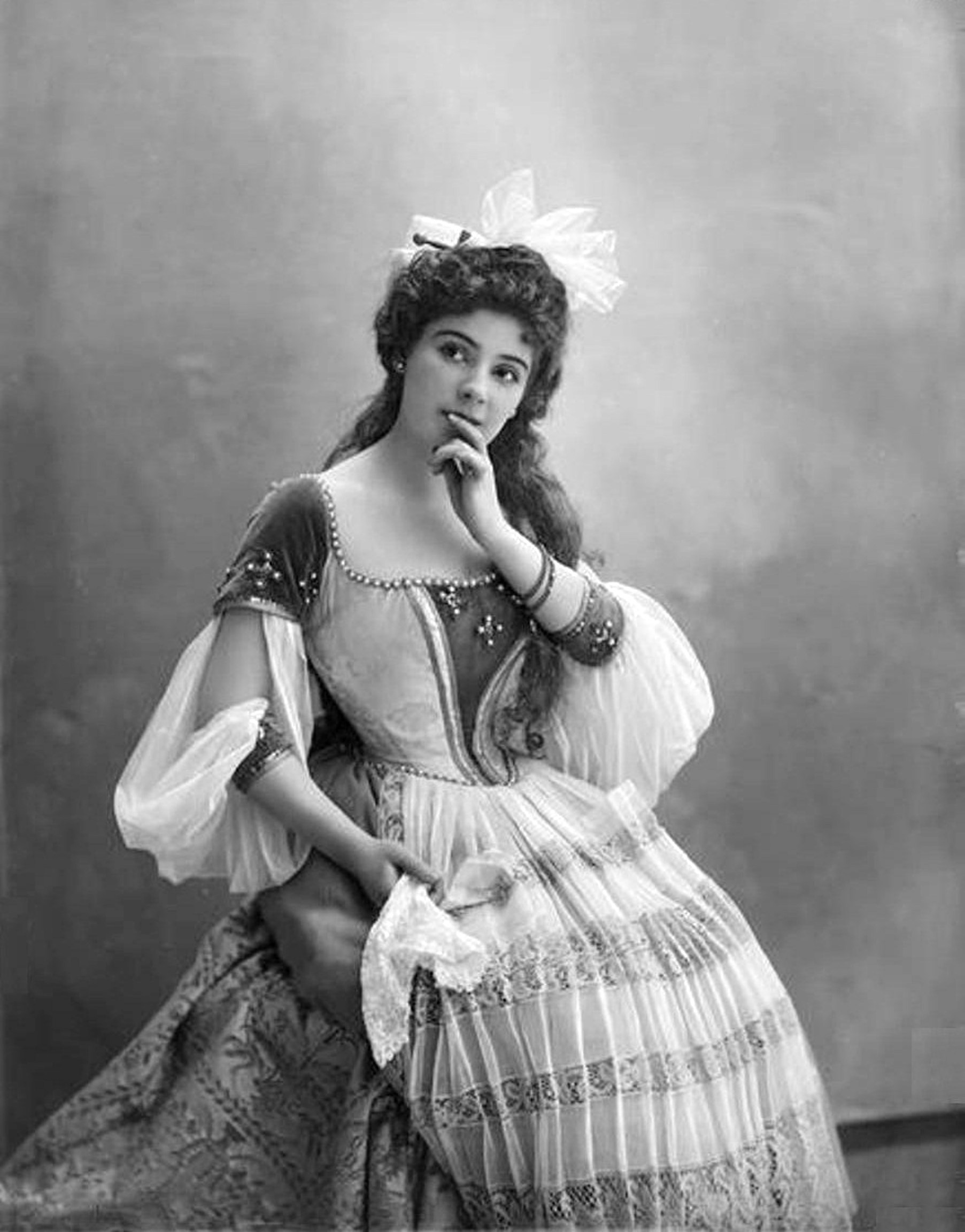
Amélie Diéterle de Nadar în 1895 în opereta Le carnet du diable – Caietul diavolului
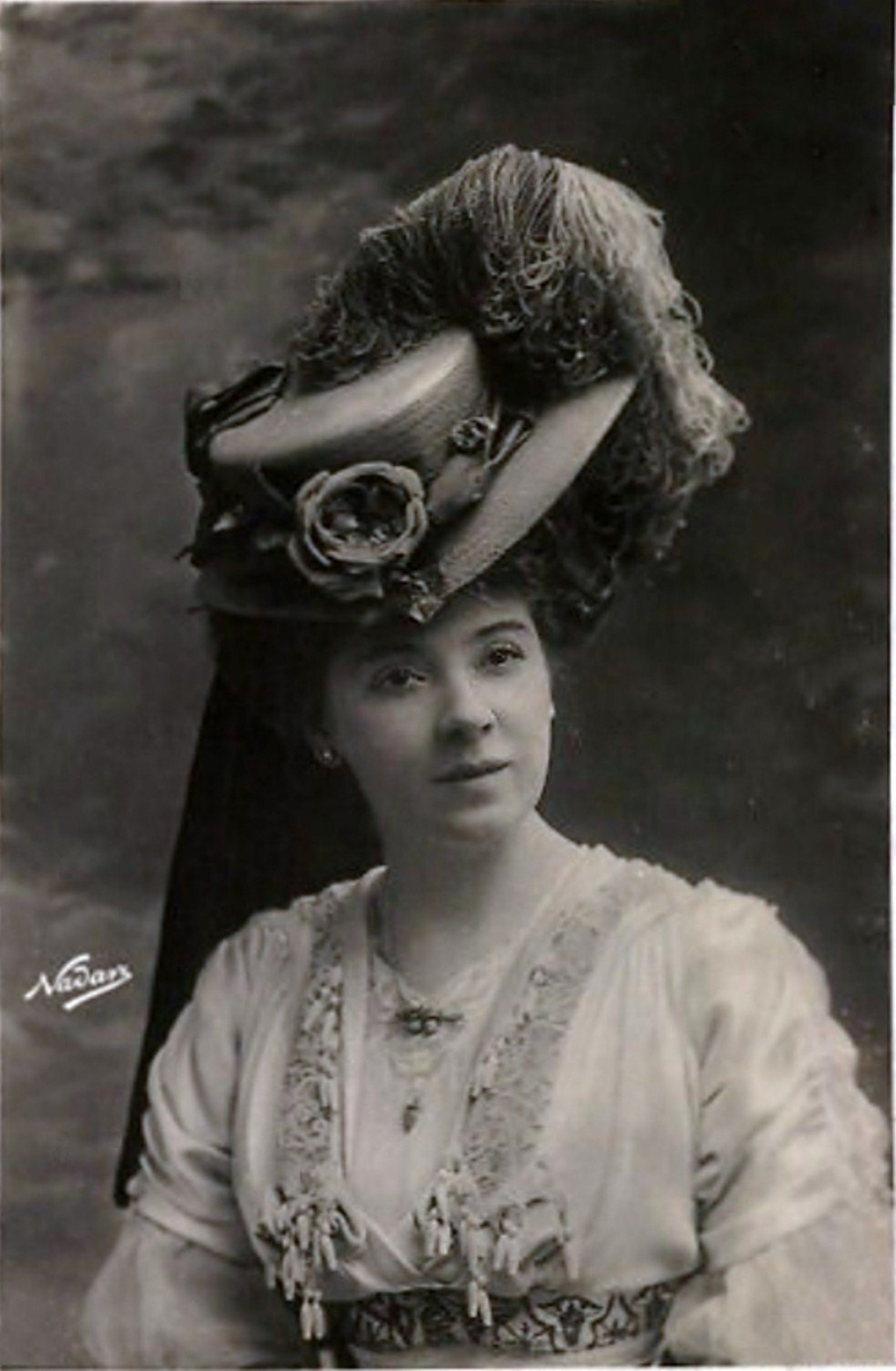
Amélie Diéterle de Nadar
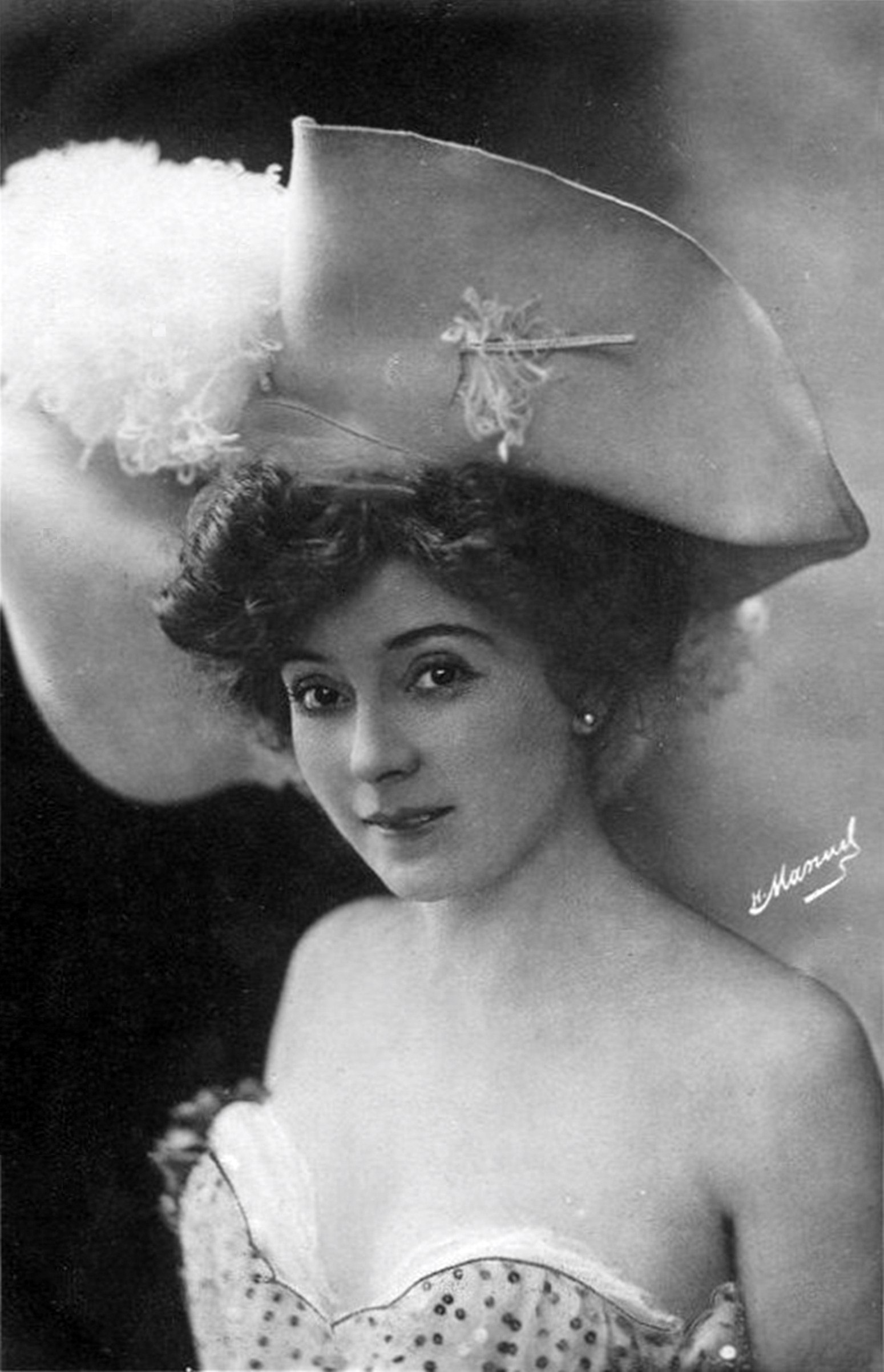
Fotografie a Améliei Diéterle de Henri Manuel, circa 1900
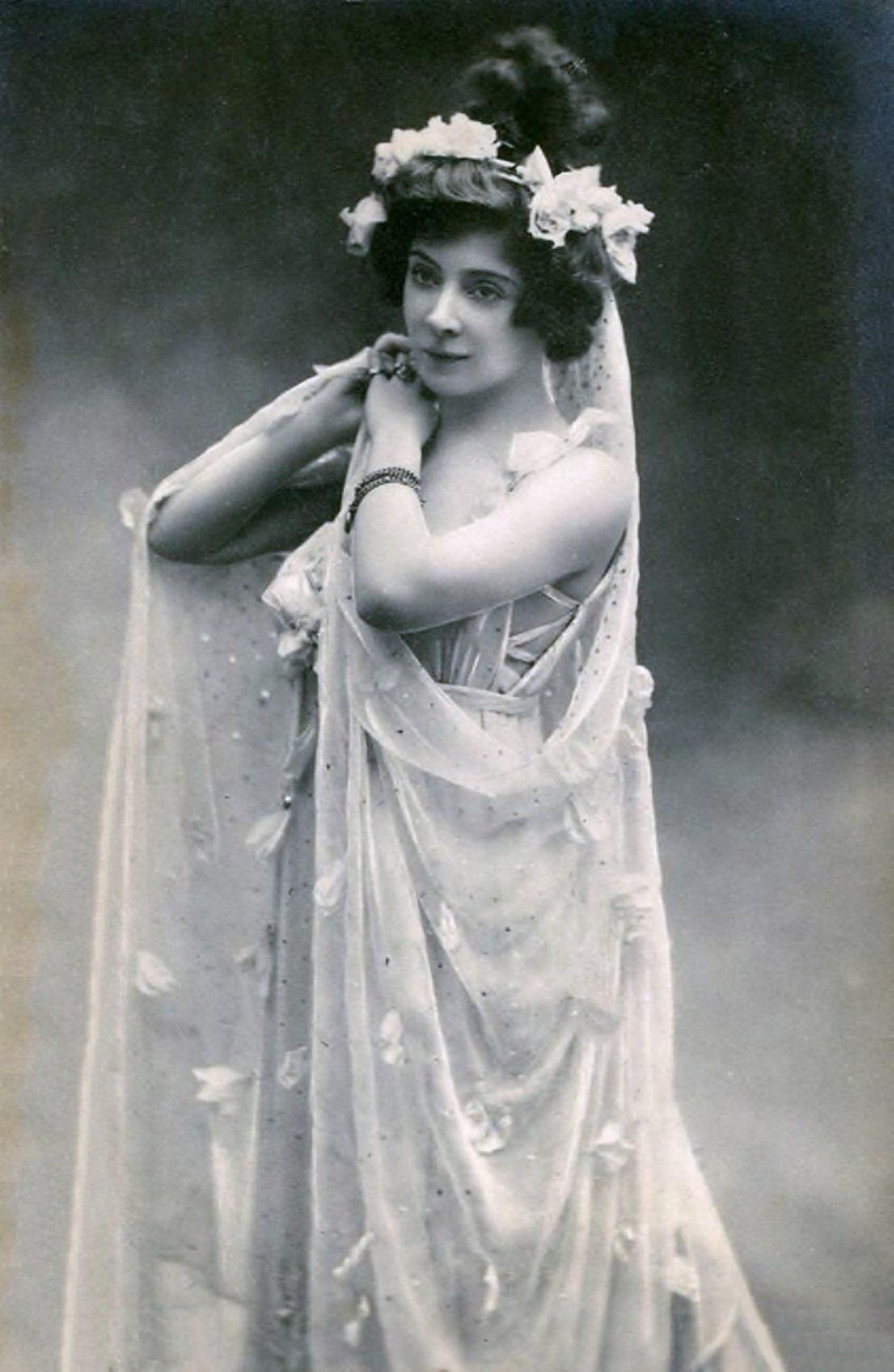
Amélie Diéterle, fotografie de Nadar, din 1901
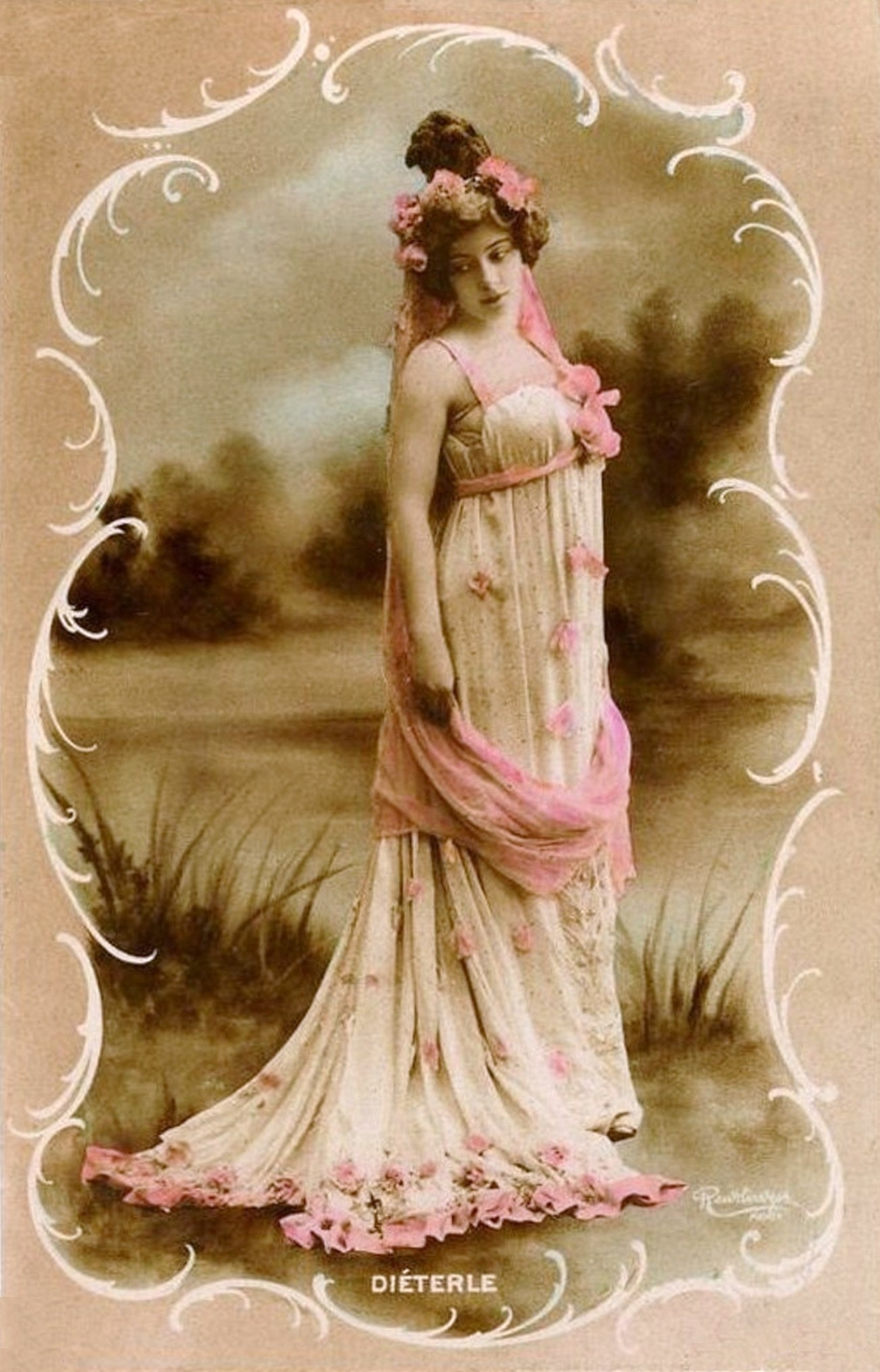
Amélie Diéterle, fotografie de Léopold-Émile Reutlinger
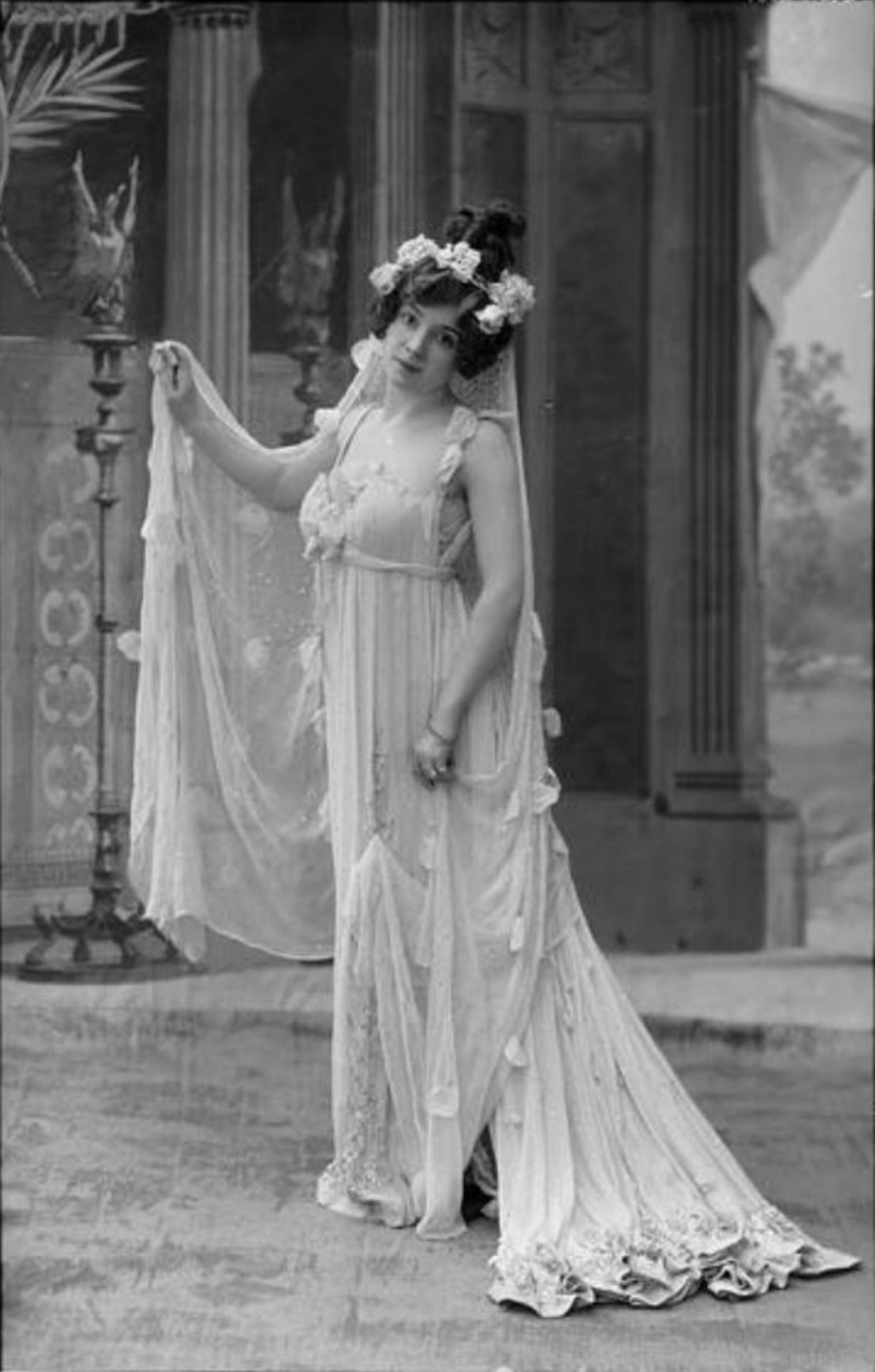
Amélie Diéterle de Nadar în 1901 în opera bufă The Labors of Hercules.
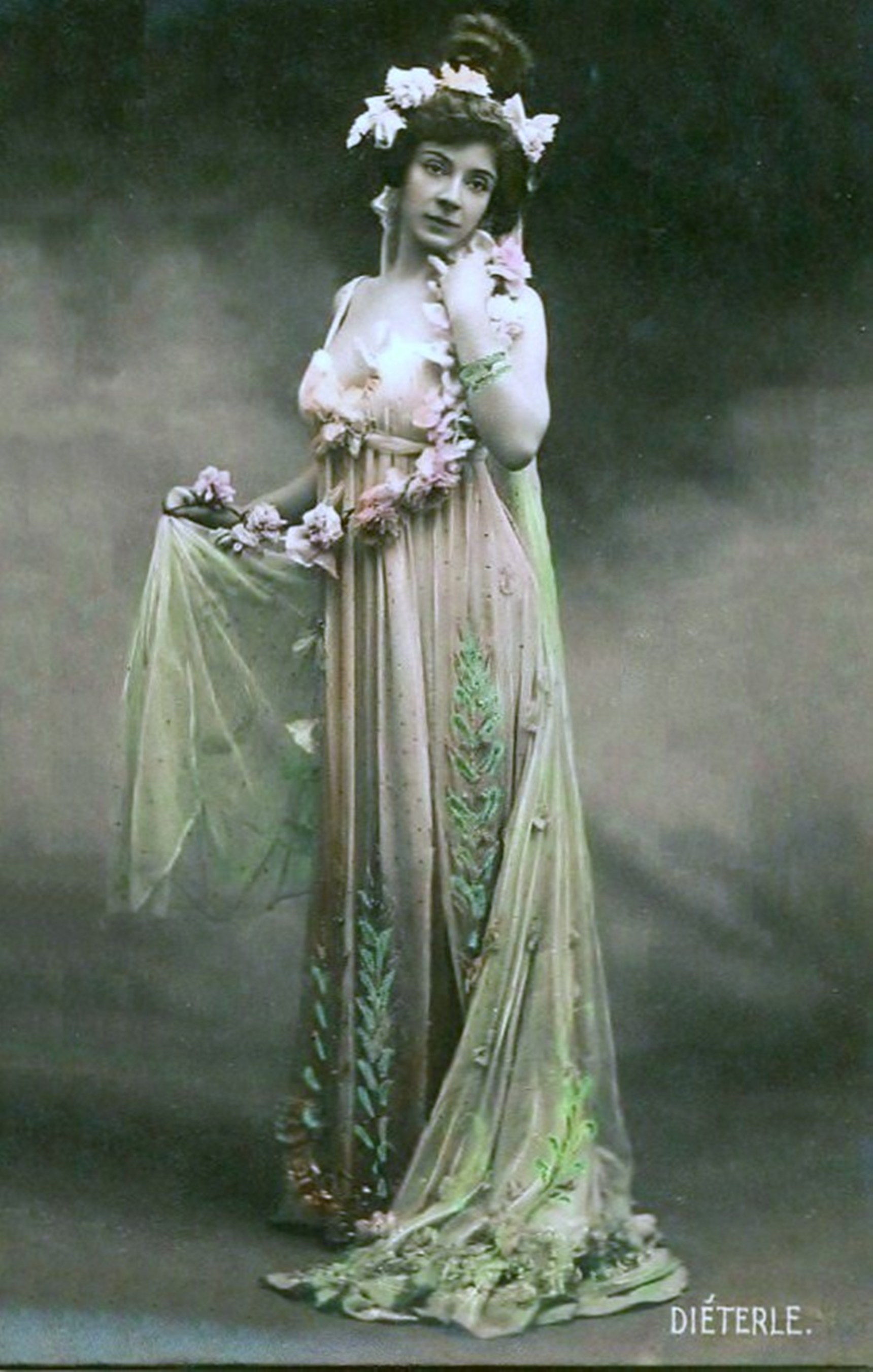
Amélie Diéterle, pozând pentru personajul Regina Omphale, fotografie de Nadar (versiunea colorizată)
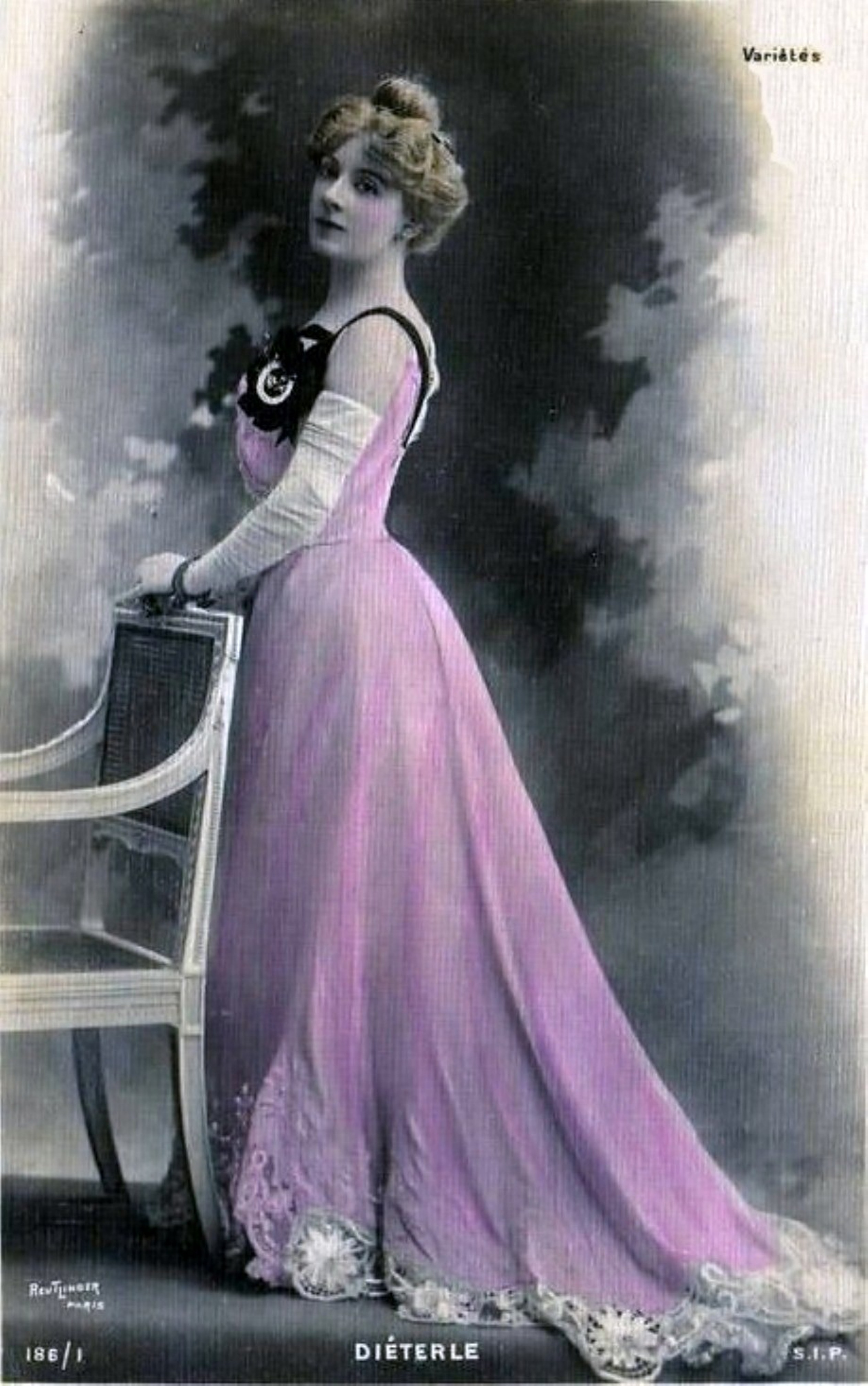
Amélie Diéterle, fotografie de Léopold-Émile Reutlinger, din 1909 (versiunea colorizată)
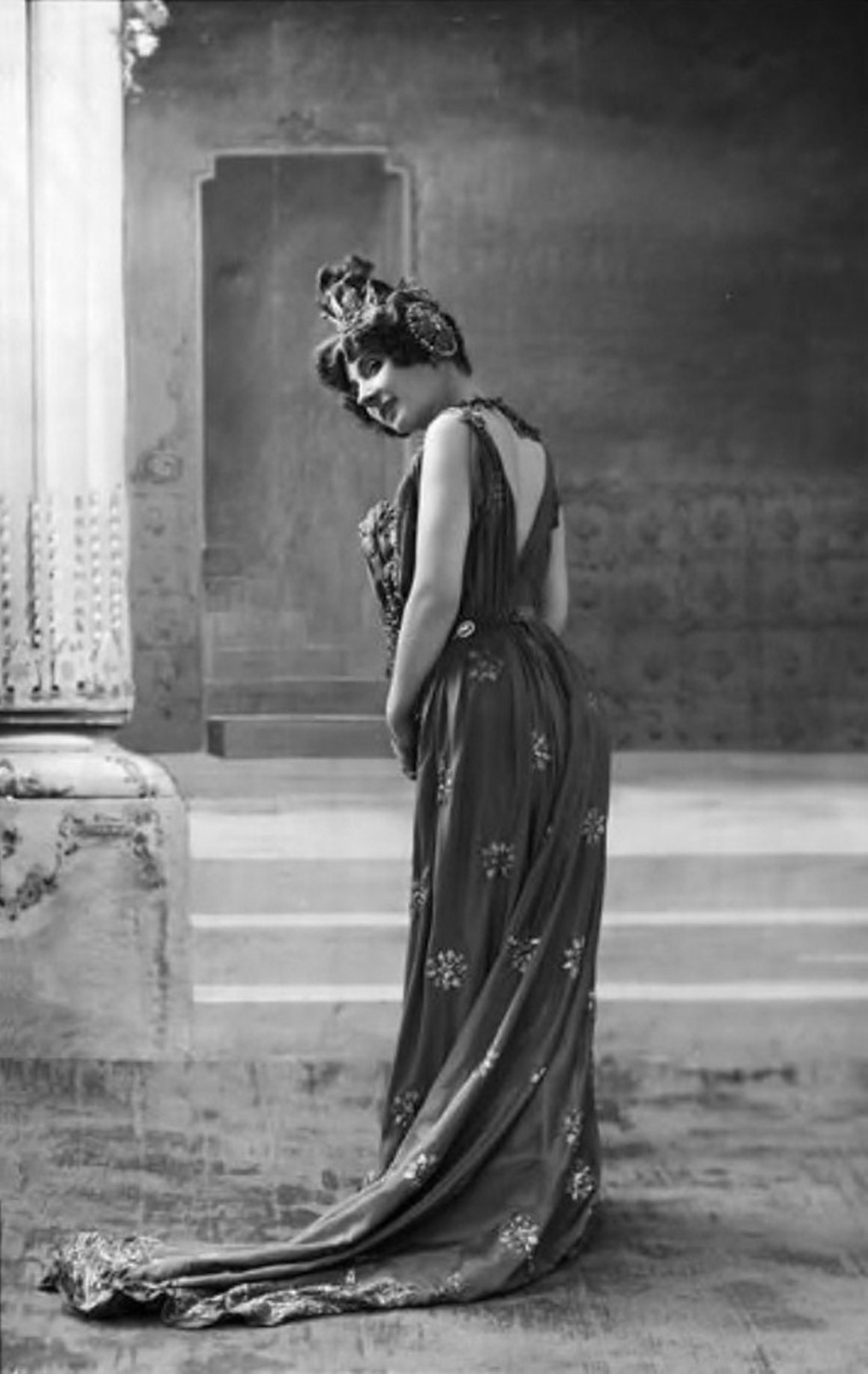
Amélie Diéterle la Theater of the Bouffes-Parisiens
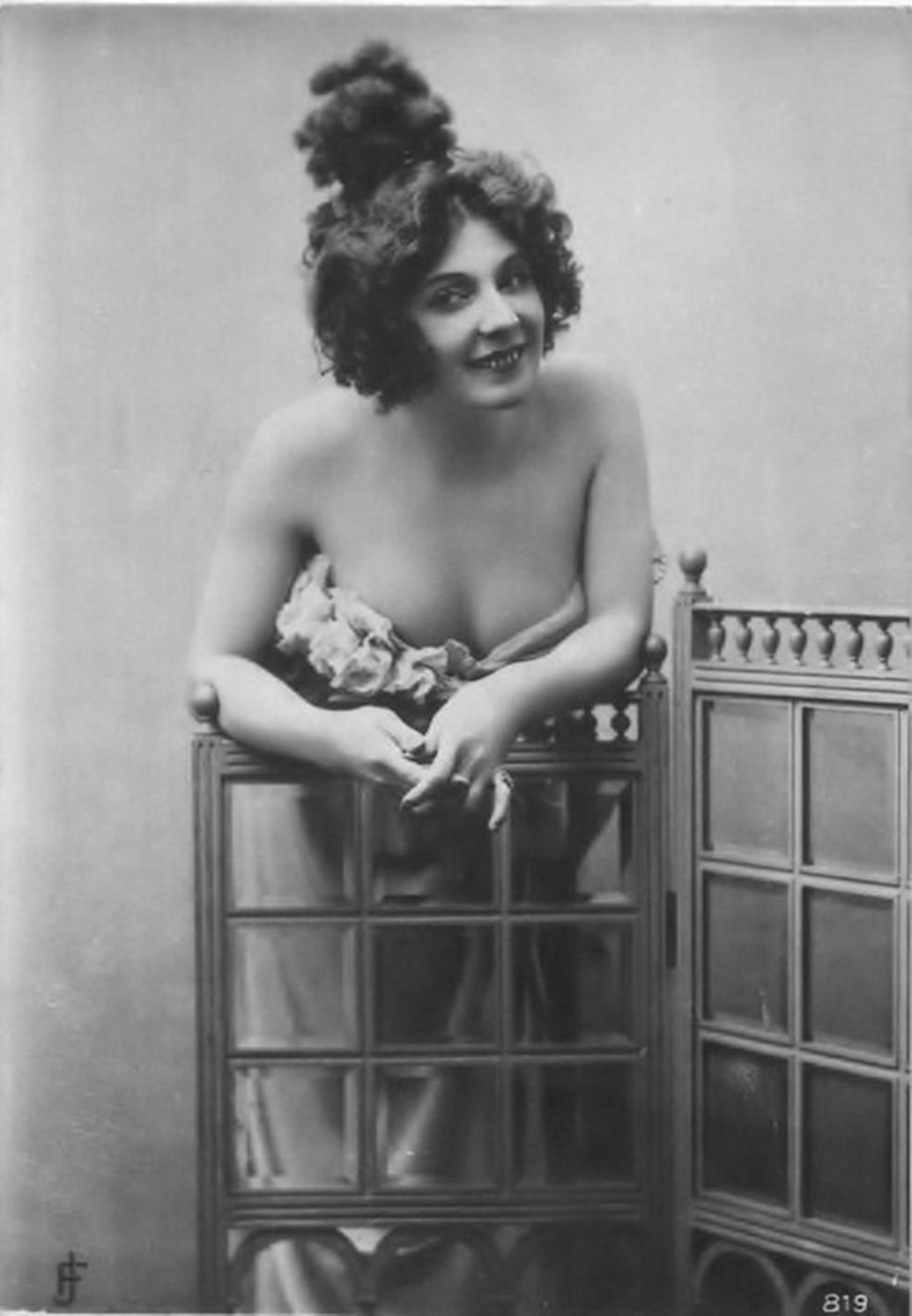
Amélie Diéterle, șarmul teatrului francez
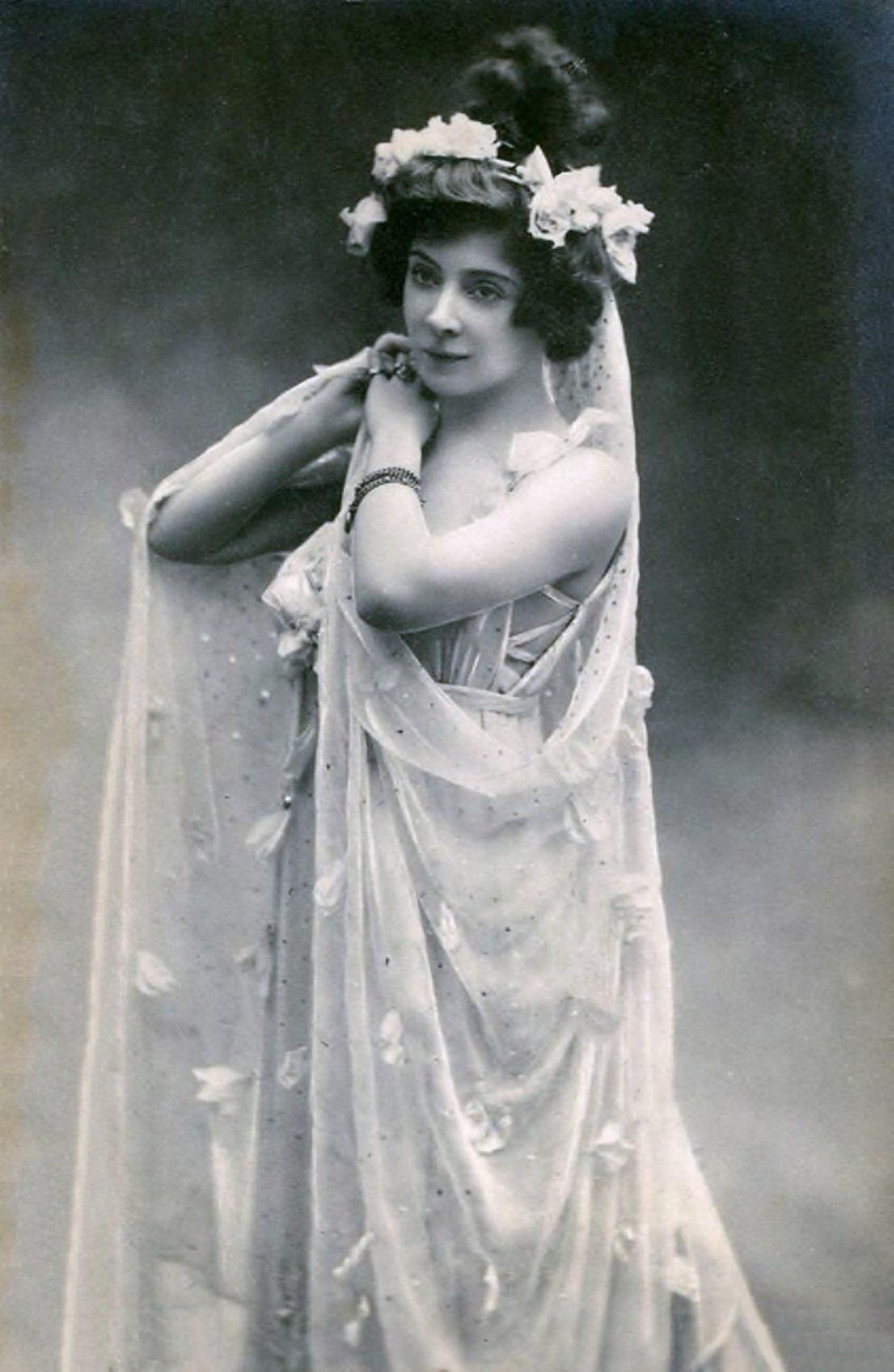
Amélie Diéterle, fotografie de Nadar, din 1901